# Kreston Global
Kreston Global ist ein internationales Netzwerk von 160 Wirtschaftsprüfungs- und Finanzdienstleistungsunternehmen. Auf der jährlichen Rangliste des International Accounting Bulletin wird es als das dreizehntgrößte Netzwerk von Wirtschaftsprüfungs-, Rechnungsprüfungs- und Beratungsunternehmen weltweit eingestuft.

## Geschichte
Kreston Global wurde 1971 in London von zwei Unternehmern gegründet, Gabriel Brösztl und Michael Ross. Unter der Leitung von Gabriel Brösztl ging die deutsche Firma BANSBACH GmbH – die bis heute erfolgreich am Markt besteht – damals eine Partnerschaft mit der britischen Firma Finnie ein, was der Beginn des internationalen Netzwerks war.
Das erste Mitgliedsunternehmen, Groupe Fiduciaire Kreston in Paris, trat kurz darauf bei. 1981 umfasste Kreston Global bereits sechs Unternehmen in Großbritannien, den Niederlanden, Westdeutschland, Dänemark, Frankreich und Schweden.
Bis 1991 wuchs das Netzwerk weiter und etablierte eine formelle Struktur. Im Jahr 2000 trat Gabriel Brösztl nach 29 Jahren als Vorsitzender von Kreston zurück.
Im Jahr 2001 expandierte die Gruppe nach China. Clive Stevens, Vorsitzender von Kreston Reeves UK, übernahm das Amt des Vorsitzenden von Kreston und blieb bis 2012 im Amt.
2008 schlossen sich Exco France, ein Netzwerk von 23 unabhängigen Unternehmen mit Sitz in ganz Frankreich, und seine Korrespondenzmitglieder in 11 französischsprachigen afrikanischen Ländern der Kreston Group an.  Die Gruppe erweiterte sich außerdem um weitere Standorte in Polen, Westindien, Neukaledonien und Réunion. Im selben Jahr wurde Costa Rica in die Kreston's Central America Gruppe aufgenommen, zu der auch El Salvador, Guatemala, Honduras und Nicaragua gehörten. 2011 wurde Kreston Vollmitglied des Forum of Firms. Im Jahr 2012 übernahm Franck Parker, CEO von Exco France, die Rolle des Vorsitzenden von Kreston International. Ebenfalls wurde im Jahr 2012 der Kreston Academies Benchmark UK Report veröffentlicht, eine gemeinsame jährliche Publikation von Kreston, in der die Finanzen von 1400 Akademieschulen in 300 Akademietrusts bewertet werden.
2015 traten weitere Unternehmen aus den wichtigsten Märkten Großbritanniens (Kreston Reeves und James Cowper Kreston), Deutschlands und der Niederlande dem Kreston-Netzwerk bei. Zwischen 2016 und 2018 folgten Firmen aus Südostasien, dem Nahen Osten, Europa und Afrika. 2022 kamen neue Mitglieder aus Saudi-Arabien, Kuwait und dem Libanon hinzu. Im folgenden Jahr schloss sich Kreston Pedabo in Nigeria der Gruppe an.

## Tätigkeiten
Kreston Global ist als Netzwerk unabhängiger Mitgliedsfirmen organisiert. Jede Kanzlei ist rechtlich eigenständig und trägt die Verantwortung für ihre Arbeit, ihre Mitarbeiter und ihre Mandanten.
Das Netzwerk von Kreston Global umfasst 160 unabhängige Wirtschaftsprüfungsgesellschaften in 114 Ländern mit 830 Niederlassungen und über 27.000 Mitarbeitern. Das Unternehmen hat seinen Hauptsitz in London.